# The Beverly Hillbillies (Fernsehserie)/Episodenliste
Diese Episodenliste enthält alle Episoden der US-amerikanischen Fernsehserie The Beverly Hillbillies, sortiert nach der US-amerikanischen Erstausstrahlung. Die Erstausstrahlungen wurden zwischen dem 26. September 1962 und dem 23. März 1971 auf CBS gesendet. 

## Staffeln
| Staffel | Episodenanzahl | Erstausstrahlung USA | Erstausstrahlung USA |
| Staffel | Episodenanzahl | Staffelpremiere      | Staffelfinale        |
| ------- | -------------- | -------------------- | -------------------- |
| 1       | 36             | 26. September 1962   | 29. Mai 1963         |
| 2       | 36             | 25. September 1963   | 10. Juni 1964        |
| 3       | 34             | 23. September 1964   | 16. Juni 1965        |
| 4       | 32             | 15. September 1965   | 18. Mai 1966         |
| 5       | 30             | 14. September 1966   | 19. April 1967       |
| 6       | 30             | 06. September 1967   | 03. April 1968       |
| 7       | 26             | 25. September 1968   | 26. März 1969        |
| 8       | 26             | 24. September 1969   | 18. März 1970        |
| 9       | 24             | 15. September 1970   | 23. März 1971        |

### Staffel 1
| Nr. (ges.) | Nr. (St.) | Originaltitel                    | Erstausstrahlung Vereinigte Staaten | Regie         | Drehbuch                                 | Gastdarsteller                                      |
| ---------- | --------- | -------------------------------- | ----------------------------------- | ------------- | ---------------------------------------- | --------------------------------------------------- |
| 1          | 1         | The Clampetts Strike Oil         | 26. Sep. 1962                       | Ralph Levy    | Paul Henning                             | Frank Wilcox, Byron Foulger                         |
| 2          | 2         | Getting Settled                  | 3. Okt. 1962                        | Richard Whorf | Paul Henning                             | -                                                   |
| 3          | 3         | Meanwhile, Back at the Cabin     | 10. Okt. 1962                       | Richard Whorf | Paul Henning                             | Frank Wilcox                                        |
| 4          | 4         | The Clampetts Meet Mrs. Drysdale | 17. Okt. 1962                       | Richard Whorf | Paul Henning                             | -                                                   |
| 5          | 5         | Jed Buys Stock                   | 24. Okt. 1962                       | Richard Whorf | Paul Henning                             | Arthur Gould-Porter, Louis Nye                      |
| 6          | 6         | Trick or Treat                   | 31. Okt. 1962                       | Richard Whorf | Paul Henning                             | Frank Wilcox, Shirley Mitchell                      |
| 7          | 7         | The Servants                     | 7. Nov. 1962                        | Richard Whorf | Paul Henning                             | Arthur Gould-Porter                                 |
| 8          | 8         | Jethro Goes to School            | 14. Nov. 1962                       | Richard Whorf | Paul Henning                             | Frank Wilcox, Eleanor Audley, Louis Nye             |
| 9          | 9         | Elly’s First Date                | 21. Nov. 1962                       | Richard Whorf | Paul Henning                             | Louis Nye                                           |
| 10         | 10        | Pygmalion and Elly               | 28. Nov. 1962                       | Richard Whorf | Paul Henning                             | Louis Nye                                           |
| 11         | 11        | Elly Races Jethrine              | 5. Dez. 1962                        | Richard Whorf | Paul Henning                             | Louis Nye                                           |
| 12         | 12        | The Great Feud                   | 12. Dez. 1962                       | Richard Whorf | Paul Henning, Phil Shuken                | Louis Nye                                           |
| 13         | 13        | Home for Christmas               | 19. Dez. 1962                       | Richard Whorf | Paul Henning, Phil Shuken                | Paul Winchell, Frank Wilcox                         |
| 14         | 14        | No Place Like Home               | 26. Dez. 1962                       | Richard Whorf | Paul Henning, Phil Shuken                | Paul Winchell, Frank Wilcox                         |
| 15         | 15        | Jed Rescues Pearl                | 2. Jan. 1963                        | Richard Whorf | Paul Henning, Phil Shuken                | Frank Wilcox, Elvia Allman                          |
| 16         | 16        | Back to Californy                | 9. Jan. 1963                        | Richard Whorf | Paul Henning, Phil Shuken                | Frank Wilcox                                        |
| 17         | 17        | Jed’s Dilemma                    | 16. Jan. 1963                       | Richard Whorf | Paul Henning, Phil Shuken                | -                                                   |
| 18         | 18        | Jed Saves Drysdale’s Marriage    | 23. Jan. 1963                       | Richard Whorf | Paul Henning, Phil Shuken                | -                                                   |
| 19         | 19        | Elly’s Animals                   | 30. Jan. 1963                       | Richard Whorf | Paul Henning, Phil Shuken                | Brian Kelly, Eddie Dean, Peter Leeds, Karl Lukas    |
| 20         | 20        | Jed Throws a Wingding            | 6. Feb. 1963                        | Richard Whorf | Paul Henning, Phil Shuken                | Lester Flatt, Earl Scruggs, Joi Lansing, Midge Ware |
| 21         | 21        | Jed Plays Solomon                | 13. Feb. 1963                       | Richard Whorf | Paul Henning, Phil Shuken                | Brian Kelly, Eddie Dean                             |
| 22         | 22        | Duke Steals a Wife               | 20. Feb. 1963                       | Richard Whorf | Paul Henning, Phil Shuken                | -                                                   |
| 23         | 23        | Jed Buys the Freeway             | 27. Feb. 1963                       | Richard Whorf | Paul Henning                             | Jesse White                                         |
| 24         | 24        | Jed Becomes a Banker             | 6. März 1963                        | Richard Whorf | Paul Henning                             | Charles Lane, Lester Matthews                       |
| 25         | 25        | The Family Tree                  | 13. März 1963                       | Richard Whorf | Paul Henning                             | Rosemary DeCamp                                     |
| 26         | 26        | Jed Cuts the Family Tree         | 20. März 1963                       | Richard Whorf | Paul Henning                             | Rosemary DeCamp                                     |
| 27         | 27        | Granny’s Spring Tonic            | 27. März 1963                       | Richard Whorf | Paul Henning, Phil Shuken                | Lola Albright                                       |
| 28         | 28        | Jed Pays His Income Tax          | 3. Apr. 1963                        | Richard Whorf | Paul Henning                             | Frank Wilcox, John Stephenson                       |
| 29         | 29        | The Clampetts and the Dodgers    | 10. Apr. 1963                       | Richard Whorf | Paul Henning, Dick Wesson                | Leo Durocher, Wally Cassell, Norman Leavitt         |
| 30         | 30        | Duke Becomes a Father            | 17. Apr. 1963                       | Richard Whorf | Paul Henning                             | -                                                   |
| 31         | 31        | The Clampetts Entertain          | 24. Apr. 1963                       | Richard Whorf | Paul Henning, Dick Wesson, Herman Miller | Jim Backus                                          |
| 32         | 32        | The Clampetts in Court           | 1. Mai 1963                         | Richard Whorf | Paul Henning, Dick Wesson                | Kathleen Freeman, Murvyn Vye, Roy Roberts           |
| 33         | 33        | The Clampetts Get Psychoanalyzed | 8. Mai 1963                         | Richard Whorf | Paul Henning                             | Herbert Rudley                                      |
| 34         | 34        | The Psychiatrist Gets Clampetted | 15. Mai 1963                        | Richard Whorf | Paul Henning, Dick Wesson                | Herbert Rudley                                      |
| 35         | 35        | Elly Becomes a Secretary         | 22. Mai 1963                        | Richard Whorf | Paul Henning, Dick Wesson                | John Ashley, Joy Harmon, Willis Bouchey             |
| 36         | 36        | Jethro’s Friend                  | 29. Mai 1963                        | Richard Whorf | Paul Henning, Jay Sommers                | Hayden Rorke                                        |

### Staffel 2
| Nr. (ges.) | Nr. (St.) | Originaltitel                    | Erstausstrahlung Vereinigte Staaten | Regie         | Drehbuch                                | Gastdarsteller                                      |
| ---------- | --------- | -------------------------------- | ----------------------------------- | ------------- | --------------------------------------- | --------------------------------------------------- |
| 37         | 1         | Jed Gets the Misery              | 25. Sep. 1963                       | Richard Whorf | Paul Henning, Mark Tuttle               | Fred Clark                                          |
| 38         | 2         | Hair-Raising Holiday             | 2. Okt. 1963                        | Richard Whorf | Paul Henning, Mark Tuttle               | Fred Clark                                          |
| 39         | 3         | Granny’s Garden                  | 9. Okt. 1963                        | Richard Whorf | Paul Henning, Mark Tuttle               | -                                                   |
| 40         | 4         | Elly Starts to School            | 16. Okt. 1963                       | Richard Whorf | Paul Henning, Mark Tuttle               | Joanna Barnes, Doris Packer, Sharon Tate            |
| 41         | 5         | The Clampett Look                | 23. Okt. 1963                       | Richard Whorf | Paul Henning, Mark Tuttle               | Joanna Barnes, Doris Packer                         |
| 42         | 6         | Jethro’s First Love              | 30. Okt. 1963                       | Richard Whorf | Paul Henning, Mark Tuttle               | Barbara Nichols, Sharon Tate                        |
| 43         | 7         | Chickadee Returns                | 6. Nov. 1963                        | Richard Whorf | Paul Henning, Mark Tuttle               | Barbara Nichols, Sharon Tate                        |
| 44         | 8         | The Clampetts Are Overdrawn      | 13. Nov. 1963                       | Richard Whorf | Paul Henning, Mark Tuttle               | King Donovan, Shirley Mitchell, Sharon Tate         |
| 45         | 9         | The Clampetts Go Hollywood       | 20. Nov. 1963                       | Richard Whorf | Paul Henning, Mark Tuttle               | King Donovan, Shirley Mitchell, Sharon Tate         |
| 46         | 10        | Turkey Day                       | 27. Nov. 1963                       | Richard Whorf | Paul Henning, Mark Tuttle               | Benny Rubin                                         |
| 47         | 11        | The Garden Party                 | 4. Dez. 1963                        | Richard Whorf | Paul Henning, Mark Tuttle               | Arthur Gould-Porter, Sharon Tate, Curt Massey       |
| 48         | 12        | Elly Needs a Maw                 | 11. Dez. 1963                       | Joseph Depew  | Paul Henning, Keith Fowler, Phil Leslie | Doris Packer, Sharon Tate                           |
| 49         | 13        | The Clumpetts Get Culture        | 18. Dez. 1963                       | Joseph Depew  | Paul Henning, Mark Tuttle               | Eleanor Audley, Don Orlando, Sharon Tate            |
| 50         | 14        | Christmas at the Clampetts       | 25. Dez. 1963                       | Richard Whorf | Paul Henning, Mark Tuttle               | Arthur Gould-Porter                                 |
| 51         | 15        | A Man for Elly                   | 1. Jan. 1964                        | Richard Whorf | Paul Henning, Mark Tuttle               | Henry Gibson                                        |
| 52         | 16        | The Giant Jackrabbit             | 8. Jan. 1964                        | Richard Whorf | Paul Henning, Mark Tuttle               | Arthur Gould-Porter, Sharon Tate                    |
| 53         | 17        | The Girl from Home               | 15. Jan. 1964                       | Richard Whorf | Paul Henning, Mark Tuttle               | Peter Whitney, Muriel Landers                       |
| 54         | 18        | Lafe Lingers On                  | 22. Jan. 1964                       | Richard Whorf | Paul Henning, Mark Tuttle               | Peter Whitney                                       |
| 55         | 19        | The Race for Queen               | 5. Feb. 1964                        | Richard Whorf | Paul Henning, Mark Tuttle               | Robert Cummings, John Alvin                         |
| 56         | 20        | Lafe Returns                     | 12. Feb. 1964                       | Richard Whorf | Paul Henning, Mark Tuttle               | Peter Whitney, Bobs Watson                          |
| 57         | 21        | Son of Lafe Returns              | 19. Feb. 1964                       | Richard Whorf | Paul Henning, Mark Tuttle               | Peter Whitney, Conlan Carter, Bobs Watson           |
| 58         | 22        | The Clampetts Go Fishing         | 26. Feb. 1964                       | Richard Whorf | Paul Henning, Mark Tuttle               | -                                                   |
| 59         | 23        | The Critter Doctor               | 11. März 1964                       | Richard Whorf | Paul Henning, Mark Tuttle               | Mark Goddard, Russell Collins                       |
| 60         | 24        | A Bride for Jed                  | 18. März 1964                       | Richard Whorf | Paul Henning, Mark Tuttle               | Lester Flatt, Earl Scruggs, Joi Lansing, Midge Ware |
| 61         | 25        | Granny Versus the Weather Bureau | 25. März 1964                       | Richard Whorf | Paul Henning, Mark Tuttle               | John McGiver, Helen Kleeb, Quinn O’Hara             |
| 62         | 26        | Another Neighbor                 | 1. Apr. 1964                        | Richard Whorf | Paul Henning, Mark Tuttle               | Jean Willes, Burt Mustin                            |
| 63         | 27        | The Bank Raising                 | 8. Apr. 1964                        | Richard Whorf | Paul Henning, Mark Tuttle               | Lester Matthews, Addison Richards                   |
| 64         | 28        | The Great Crawdad Hunt           | 15. Apr. 1964                       | Richard Whorf | Paul Henning, Mark Tuttle               | Peter Leeds, Lester Matthews, Addison Richards      |
| 65         | 29        | The Dress Shop                   | 22. Apr. 1964                       | Richard Whorf | Paul Henning, Mark Tuttle               | Natalie Schafer, Maurice Marsac, Marjorie Bennett   |
| 66         | 30        | The House of Granny              | 29. Apr. 1964                       | Richard Whorf | Paul Henning, Mark Tuttle               | Maurice Marsac, Edna Skinner, George Cisar          |
| 67         | 31        | The Continental Touch            | 6. Mai 1964                         | Richard Whorf | Paul Henning, Mark Tuttle               | Maurice Marsac                                      |
| 68         | 32        | Jed, Incorporated                | 13. Mai 1964                        | Richard Whorf | Paul Henning, Mark Tuttle               | -                                                   |
| 69         | 33        | Granny Learns to Drive           | 20. Mai 1964                        | Richard Whorf | Paul Henning, Mark Tuttle               | Mel Blanc, Harry Lauter                             |
| 70         | 34        | Cabin in Beverly Hills           | 27. Mai 1964                        | Richard Whorf | Paul Henning, Mark Tuttle               | Jack Bannon, Sheila Kuehl, John Stephenson          |
| 71         | 35        | Jed Foils a Home Wrecker         | 3. Juni 1964                        | Joseph Depew  | Paul Henning, Mark Tuttle               | Sheila Kuehl, John Stephenson, Michael Ross         |
| 72         | 36        | Jethro’s Graduation              | 10. Juni 1964                       | Joseph Depew  | Paul Henning, Mark Tuttle               | Eleanor Audley                                      |

### Staffel 3
| Nr. (ges.) | Nr. (St.) | Originaltitel                | Erstausstrahlung Vereinigte Staaten | Regie        | Drehbuch                                     | Gastdarsteller                                        |
| ---------- | --------- | ---------------------------- | ----------------------------------- | ------------ | -------------------------------------------- | ----------------------------------------------------- |
| 73         | 1         | Jed Becomes a Movie Mogul    | 23. Sep. 1964                       | Joseph Depew | Paul Henning, Mark Tuttle                    | John Abbott, Alvy Moore, Milton Frome                 |
| 74         | 2         | Clampett City                | 30. Sep. 1964                       | Joseph Depew | Paul Henning, Mark Tuttle                    | Sidney Clute, Kip King, Milton Frome                  |
| 75         | 3         | Clampett City General Store  | 7. Okt. 1964                        | Joseph Depew | Paul Henning, Mark Tuttle                    | Milton Frome, Theodore Marcuse, Nestor Paiva          |
| 76         | 4         | Hedda Hopper’s Hollywood     | 14. Okt. 1964                       | Joseph Depew | Paul Henning, Mark Tuttle                    | Hedda Hopper, Don Haggerty                            |
| 77         | 5         | Doctor Jed Clampett          | 21. Okt. 1964                       | Joseph Depew | Paul Henning, Mark Tuttle                    | Virginia Sale, Teena Marie                            |
| 78         | 6         | Jed the Heartbreaker         | 28. Okt. 1964                       | Joseph Depew | Paul Henning, Mark Tuttle                    | -                                                     |
| 79         | 7         | Back to Marineland           | 4. Nov. 1964                        | Joseph Depew | Paul Henning, Mark Tuttle                    | Sharon Tate, Robert Carson                            |
| 80         | 8         | Teenage Idol                 | 11. Nov. 1964                       | Joseph Depew | Paul Henning, Mark Tuttle                    | Alan Reed                                             |
| 81         | 9         | The Widow Poke Arrives       | 18. Nov. 1964                       | Joseph Depew | Paul Henning, Mark Tuttle                    | Ellen Corby                                           |
| 82         | 10        | The Ballet                   | 25. Nov. 1964                       | Joseph Depew | Paul Henning, Mark Tuttle                    | Leon Belasco                                          |
| 83         | 11        | The Boarder                  | 9. Dez. 1964                        | Joseph Depew | Paul Henning, Mark Tuttle                    | Arthur Treacher                                       |
| 84         | 12        | The Boarder Stays            | 16. Dez. 1964                       | Joseph Depew | Paul Henning, Mark Tuttle                    | Arthur Treacher                                       |
| 85         | 13        | Start the New Year Right     | 29. Dez. 1964                       | Joseph Depew | Paul Henning, Mark Tuttle                    | Les Tremayne, Sue England                             |
| 86         | 14        | Clampett General Hospital    | 6. Jan. 1965                        | Joseph Depew | Paul Henning, Mark Tuttle                    | Willis Bouchey                                        |
| 87         | 15        | The Movie Starlett           | 13. Jan. 1965                       | Joseph Depew | Paul Henning, Mark Tuttle                    | Sharon Farrell, Bernie Kopell, William Newell         |
| 88         | 16        | Elly in the Movies           | 20. Jan. 1965                       | Joseph Depew | Paul Henning, Mark Tuttle                    | Larry Pennell, Bill Quinn                             |
| 89         | 17        | Dash Riprock, You Cad        | 27. Jan. 1965                       | Joseph Depew | Paul Henning, Mark Tuttle                    | Larry Pennell, Sharon Tate, Jack Bannon, Murray Alper |
| 90         | 18        | Clampett A-Go-Go             | 3. Feb. 1965                        | Joseph Depew | Paul Henning, Eric Freiwald, Robert Schaefer | Larry Pennell                                         |
| 91         | 19        | Granny’s Romance             | 17. Feb. 1965                       | Joseph Depew | Paul Henning, Mark Tuttle                    | Kent Smith, Sylvia Lewis                              |
| 92         | 20        | Jed’s Temptation             | 24. Feb. 1965                       | Joseph Depew | Paul Henning, Mark Tuttle                    | Don Rickles, Iris Adrian, Sylvia Lewis                |
| 93         | 21        | Double Naught Jethro         | 3. März 1965                        | Joseph Depew | Paul Henning, Mark Tuttle                    | Joyce Nizzari, Sharon Tate, Roy Roberts               |
| 94         | 22        | Clampett’s Millions          | 10. März 1965                       | Joseph Depew | Paul Henning, Mark Tuttle                    | Joyce Nizzari, John Alvin, Roy Roberts                |
| 95         | 23        | Drysdale’s Dog Days          | 17. März 1965                       | Joseph Depew | Paul Henning, Mark Tuttle                    | Steve Brodie, Grandon Rhodes                          |
| 96         | 24        | Brewster’s Honeymoon         | 24. März 1965                       | Joseph Depew | Paul Henning, Mark Tuttle                    | Frank Wilcox, Lisa Seagram                            |
| 97         | 25        | Flatt, Clampett, and Scruggs | 31. März 1965                       | Joseph Depew | Paul Henning, Mark Tuttle                    | Lester Flatt, Earl Scruggs, Joi Lansing               |
| 98         | 26        | Jed and the Countess         | 14. Apr. 1965                       | Joseph Depew | Paul Henning, Mark Tuttle                    | Burt Mustin, Jean Willes                              |
| 99         | 27        | Big Daddy, Jed               | 21. Apr. 1965                       | Joseph Depew | Paul Henning, Eric Freiwald, Robert Schaefer | Marianne Gaba                                         |
| 100        | 28        | Cool School Is Out           | 28. Apr. 1965                       | Joseph Depew | Paul Henning, Mark Tuttle                    | Marianne Gaba                                         |
| 101        | 29        | The Big Bank Battle          | 5. Mai 1965                         | Joseph Depew | Paul Henning, Mark Tuttle                    | Sue Casey, Roy Roberts                                |
| 102        | 30        | The Clampetts vs. Automation | 12. Mai 1965                        | Joseph Depew | Paul Henning, Mark Tuttle                    | Sharon Tate, Byron Foulger                            |
| 103        | 31        | Luke’s Boy                   | 26. Mai 1965                        | Joseph Depew | Paul Henning, Mark Tuttle                    | Edy Williams, Robert Easton                           |
| 104        | 32        | The Brewsters Return         | 2. Juni 1965                        | Joseph Depew | Paul Henning, Mark Tuttle                    | Frank Wilcox, Lisa Seagram                            |
| 105        | 33        | Jed, the Bachelor            | 9. Juni 1965                        | Joseph Depew | Paul Henning, Mark Tuttle                    | Peter Leeds, Julie Van Zandt                          |
| 106        | 34        | The Art Center               | 16. Juni 1965                       | Joseph Depew | Paul Henning, Mark Tuttle                    | Walter Woolf King                                     |

### Staffel 4
| Nr. (ges.) | Nr. (St.) | Originaltitel                | Erstausstrahlung Vereinigte Staaten | Regie        | Drehbuch                                     | Gastdarsteller                              |
| ---------- | --------- | ---------------------------- | ----------------------------------- | ------------ | -------------------------------------------- | ------------------------------------------- |
| 107        | 1         | Admiral Jed Clampett         | 15. Sep. 1965                       | Joseph Depew | Paul Henning, Mark Tuttle                    | Frank Coghlan junior                        |
| 108        | 2         | That Old Black Magic         | 22. Sep. 1965                       | Joseph Depew | Paul Henning, Ronny Pearlman                 | Dave Willock, John Gallaudet, Tris Coffin   |
| 109        | 3         | The Sheik                    | 29. Sep. 1965                       | Joseph Depew | Paul Henning, Mark Tuttle                    | Dan Seymour, Frank Wilcox                   |
| 110        | 4         | The Private Eye              | 6. Okt. 1965                        | Joseph Depew | Paul Henning, Mark Tuttle                    | Paul Bryar                                  |
| 111        | 5         | Possum Day                   | 13. Okt. 1965                       | Joseph Depew | Paul Henning, Mark Tuttle                    | Sharon Tate                                 |
| 112        | 6         | The Possum Parade            | 20. Okt. 1965                       | Joseph Depew | Paul Henning, Mark Tuttle                    | Sharon Tate                                 |
| 113        | 7         | The Clampetts Play the Rams  | 27. Okt. 1965                       | Joseph Depew | Paul Henning, Mark Tuttle                    | -                                           |
| 114        | 8         | The Courtship of Elly        | 3. Nov. 1965                        | Joseph Depew | Paul Henning, Mark Tuttle                    | Van Williams                                |
| 115        | 9         | A Real Nice Neighbor         | 10. Nov. 1965                       | Joseph Depew | Paul Henning, Mark Tuttle                    | Kathleen Freeman, William Bakewell          |
| 116        | 10        | The Poor Farmer              | 17. Nov. 1965                       | Joseph Depew | Paul Henning, Mark Tuttle                    | Sebastian Cabot, Lester Matthews            |
| 117        | 11        | Hoe Down A-Go-Go             | 24. Nov. 1965                       | Joseph Depew | Paul Henning, Mark Tuttle                    | -                                           |
| 118        | 12        | Mrs. Drysdale’s Father       | 1. Dez. 1965                        | Joseph Depew | Paul Henning, Mark Tuttle                    | Charles Ruggles, Arthur Gould-Porter        |
| 119        | 13        | Mr. Farquhar Stays On        | 8. Dez. 1965                        | Joseph Depew | Paul Henning, Mark Tuttle                    | Charles Ruggles                             |
| 120        | 14        | Military School              | 15. Dez. 1965                       | Joseph Depew | Paul Henning, Mark Tuttle                    | John Hoyt                                   |
| 121        | 15        | The Common Cold              | 29. Dez. 1965                       | Joseph Depew | Paul Henning, Mark Tuttle                    | Fred Clark, Thomas Browne Henry, Olan Soulé |
| 122        | 16        | The Richest Woman            | 5. Jan. 1966                        | Joseph Depew | Paul Henning, Mark Tuttle                    | Martha Hyer, Douglass Dumbrille             |
| 123        | 17        | The Trotting Horse           | 12. Jan. 1966                       | Joseph Depew | Paul Henning, Mark Tuttle                    | Herb Vigran, Norman Leavitt                 |
| 124        | 18        | The Buggy                    | 19. Jan. 1966                       | Joseph Depew | Paul Henning, Mark Tuttle                    | -                                           |
| 125        | 19        | The Cat Burglar              | 26. Jan. 1966                       | Joseph Depew | Paul Henning, Mark Tuttle                    | John Ashley                                 |
| 126        | 20        | The Big Chicken              | 2. Feb. 1966                        | Joseph Depew | Paul Henning, Mark Tuttle                    | Arthur Gould-Porter, John Baer              |
| 127        | 21        | Sonny Drysdale Returns       | 9. Feb. 1966                        | Joseph Depew | Paul Henning, Mark Tuttle                    | Louis Nye                                   |
| 128        | 22        | Brewster’s Baby              | 16. Feb. 1966                       | Joseph Depew | Paul Henning, Mark Tuttle                    | Frank Wilcox, Lisa Seagram, Joyce Nizzari   |
| 129        | 23        | The Great Jethro             | 23. Feb. 1966                       | Joseph Depew | Paul Henning, Mark Tuttle                    | John Carradine                              |
| 130        | 24        | The Old Folks Home           | 2. März 1966                        | Joseph Depew | Paul Henning, Mark Tuttle                    | -                                           |
| 131        | 25        | Flatt and Scruggs Return     | 16. März 1966                       | Joseph Depew | Paul Henning, Mark Tuttle                    | Lester Flatt, Earl Scruggs, Joi Lansing     |
| 132        | 26        | The Folk Singers             | 23. März 1966                       | Joseph Depew | Paul Henning, Mark Tuttle                    | Tom D’Andrea, Thomas Browne Henry           |
| 133        | 27        | The Beautiful Maid           | 30. März 1966                       | Joseph Depew | Paul Henning, Mark Tuttle                    | Julie Newmar, Milton Frome                  |
| 134        | 28        | Jethro’s Pad                 | 6. Apr. 1966                        | Joseph Depew | Paul Henning, Eric Freiwald, Robert Schaefer | Edy Williams                                |
| 135        | 29        | The Bird-Watchers            | 13. Apr. 1966                       | Joseph Depew | Paul Henning, Mark Tuttle                    | Wally Cox, Larry Pennell                    |
| 136        | 30        | Jethro Gets Engaged          | 20. Apr. 1966                       | Joseph Depew | Paul Henning, Mark Tuttle                    | Larry Pennell, Dick Winslow, Jack Bannon    |
| 137        | 31        | Granny Tonics a Bird-Watcher | 27. Apr. 1966                       | Joseph Depew | Paul Henning, Mark Tuttle                    | Wally Cox                                   |
| 138        | 32        | Jethro Goes to College       | 18. Mai 1966                        | Joseph Depew | Paul Henning, Ronny Pearlman, Mark Tuttle    | Louise Lorimer, Hope Summers, Gloria Neil   |

### Staffel 5
| Nr. (ges.) | Nr. (St.) | Originaltitel            | Erstausstrahlung Vereinigte Staaten | Regie         | Drehbuch                                  | Gastdarsteller                                                      |
| ---------- | --------- | ------------------------ | ----------------------------------- | ------------- | ----------------------------------------- | ------------------------------------------------------------------- |
| 139        | 1         | The Party Line           | 14. Sep. 1966                       | Joseph Depew  | Paul Henning, Mark Tuttle                 | Vinton Hayworth                                                     |
| 140        | 2         | The Soup Contest         | 21. Sep. 1966                       | Joseph Depew  | Paul Henning, Buddy Atkinson              | Gavin Gordon, Steve Pendleton                                       |
| 141        | 3         | Jethro Take Love Lessons | 28. Sep. 1966                       | Joseph Depew  | Paul Henning, Ronny Pearlman, Mark Tuttle | Larry Pennell                                                       |
| 142        | 4         | The Badger Game          | 5. Okt. 1966                        | Joseph Depew  | Paul Henning, Buddy Atkinson              | Leon Ames, Gayle Hunnicutt                                          |
| 143        | 5         | The Badgers Return       | 12. Okt. 1966                       | Joseph Depew  | Paul Henning, Buddy Atkinson              | Leon Ames, Gayle Hunnicutt                                          |
| 144        | 6         | The Gorilla              | 19. Okt. 1966                       | Joseph Depew  | Paul Henning, Buddy Atkinson              | George Barrows                                                      |
| 145        | 7         | Come Back, Little Herbie | 26. Okt. 1966                       | Joseph Depew  | Paul Henning, Buddy Atkinson              | George Barrows                                                      |
| 146        | 8         | Jed in Politics          | 2. Nov. 1966                        | Joseph Depew  | Paul Henning, Ronny Pearlman, Mark Tuttle | Tom Hatten                                                          |
| 147        | 9         | Clampett Cha Cha Cha     | 9. Nov. 1966                        | Joseph Depew  | Paul Henning, Ronny Pearlman, Mark Tuttle | Frank Faylen, Iris Adrian                                           |
| 148        | 10        | Jed Joins the Board      | 16. Nov. 1966                       | Guy Scarpitta | Paul Henning, Ronny Pearlman, Mark Tuttle | Barry Kelley, Tommy Farrell, Jack Grinnage, Jan Arvan, Frank Wilcox |
| 149        | 11        | Granny Lives It Up       | 23. Nov. 1966                       | Joseph Depew  | Paul Henning, Mark Tuttle                 | Charles Ruggles, Jo Ann Pflug, Roy Roberts                          |
| 150        | 12        | The Gloria Swanson Story | 30. Nov. 1966                       | Joseph Depew  | Paul Henning, Mark Tuttle                 | Gloria Swanson, Milton Frome, Frank Sully                           |
| 151        | 13        | The Woodchucks           | 7. Dez. 1966                        | ?             | Paul Henning                              | -                                                                   |
| 152        | 14        | Foggy Mountain Soap      | 14. Dez. 1966                       | Joseph Depew  | Paul Henning, Buddy Atkinson              | Lester Flatt, Earl Scruggs, Bobs Watson, Edward Andrews             |
| 153        | 15        | The Christmas Present    | 21. Dez. 1966                       | Guy Scarpitta | Paul Henning                              | James Millhollin                                                    |
| 154        | 16        | The Flying Saucer        | 28. Dez. 1966                       | Joseph Depew  | Paul Henning, Mark Tuttle                 | Jerry Maren, Billy Curtis, John Alvin                               |
| 155        | 17        | The Mayor of Bug Tussle  | 4. Jan. 1967                        | Joseph Depew  | Paul Henning, Ronny Pearlman, Mark Tuttle | James Westerfield                                                   |
| 156        | 18        | Granny Retires           | 11. Jan. 1967                       | Joseph Depew  | Paul Henning, Ronny Pearlman, Mark Tuttle | Fred Clark                                                          |
| 157        | 19        | The Clampett Curse       | 18. Jan. 1967                       | Joseph Depew  | Paul Henning, Ronny Pearlman, Mark Tuttle | Sheila Kuehl                                                        |
| 158        | 20        | The Indians Are Coming   | 1. Feb. 1967                        | Joseph Depew  | Paul Henning, Buddy Atkinson              | John Considine, Milton Frome, John Wayne                            |
| 159        | 21        | The Marriage Machine     | 8. Feb. 1967                        | Joseph Depew  | Paul Henning, Ronny Pearlman, Mark Tuttle | Lurene Tuttle                                                       |
| 160        | 22        | Elly Comes Out           | 15. Feb. 1967                       | Joseph Depew  | Paul Henning, Mark Tuttle, Deborah Haber  | Robert Strauss                                                      |
| 161        | 23        | The Matador              | 22. Feb. 1967                       | Joseph Depew  | Paul Henning, Buddy Atkinson              | Milton Frome                                                        |
| 162        | 24        | The Gypsy’s Warning      | 1. März 1967                        | Joseph Depew  | Paul Henning, Buddy Atkinson              | Leon Belasco                                                        |
| 163        | 25        | His Royal Highness       | 8. März 1967                        | Joseph Depew  | Paul Henning, Mark Tuttle, Deborah Haber  | Jacques Bergerac, Edward Ashley                                     |
| 164        | 26        | Super Hawg               | 15. März 1967                       | Joseph Depew  | Paul Henning, Buddy Atkinson              | -                                                                   |
| 165        | 27        | The Doctors              | 22. März 1967                       | Joseph Depew  | Paul Henning, Mark Tuttle, Deborah Haber  | Fred Clark                                                          |
| 166        | 28        | Delovely and Scruggs     | 29. März 1967                       | Joseph Depew  | Paul Henning, Buddy Atkinson              | Lester Flatt, Earl Scruggs, Bobs Watson, John Alvin, Joi Lansing    |
| 167        | 29        | The Little Monster       | 12. Apr. 1967                       | Joseph Depew  | Paul Henning, Mark Tuttle, Deborah Haber  | Teddy Eccles                                                        |
| 168        | 30        | The Dahlia Feud          | 19. Apr. 1967                       | Joseph Depew  | Paul Henning, Buddy Atkinson              | Ted Cassidy                                                         |

### Staffel 6
| Nr. (ges.) | Nr. (St.) | Originaltitel                | Erstausstrahlung Vereinigte Staaten | Regie         | Drehbuch                                 | Gastdarsteller                          |
| ---------- | --------- | ---------------------------- | ----------------------------------- | ------------- | ---------------------------------------- | --------------------------------------- |
| 169        | 1         | Jed Inherits a Castle        | 6. Sep. 1967                        | Joseph Depew  | Paul Henning, Buddy Atkinson             | Paul Lynde                              |
| 170        | 2         | The Clampetts in London      | 13. Sep. 1967                       | Joseph Depew  | Paul Henning, Buddy Atkinson             | Alan Napier, Ernest Clark, John Barron  |
| 171        | 3         | Clampett Castle              | 20. Sep. 1967                       | Joseph Depew  | Paul Henning, Buddy Atkinson             | Ernest Clark, John Barron, Sheila Fearn |
| 172        | 4         | Robin Hood of Griffith Park  | 27. Sep. 1967                       | Joseph Depew  | Paul Henning, Buddy Atkinson             | John Barron, Laurel Goodwin             |
| 173        | 5         | Robin Hood and the Sheriff   | 4. Okt. 1967                        | Joseph Depew  | Paul Henning, Buddy Atkinson             | Laurel Goodwin, Victor French           |
| 174        | 6         | Greetings from the President | 11. Okt. 1967                       | Guy Scarpitta | Paul Henning, Buddy Atkinson             | Henry Corden                            |
| 175        | 7         | The Army Game                | 18. Okt. 1967                       | Joseph Depew  | Paul Henning, Buddy Atkinson             | Joe Conley, King Donovan                |
| 176        | 8         | Mr. Universe Muscles In      | 25. Okt. 1967                       | Joseph Depew  | Paul Henning, Mark Tuttle, Deborah Haber | Dave Draper, Roy Roberts, John Ashley   |
| 177        | 9         | A Plot for Granny            | 1. Nov. 1967                        | Joseph Depew  | Paul Henning, Buddy Atkinson             | Richard Deacon, Jesse White             |
| 178        | 10        | The Social Climbers          | 8. Nov. 1967                        | Joseph Depew  | Paul Henning, Mark Tuttle, Deborah Haber | Mary Wickes                             |
| 179        | 11        | Jethro’s Military Career     | 15. Nov. 1967                       | Joseph Depew  | Paul Henning, Buddy Atkinson             | -                                       |
| 180        | 12        | The Reserve Program          | 22. Nov. 1967                       | Joseph Depew  | Paul Henning, Buddy Atkinson             | Bobby Pickett, Lyle Talbot              |
| 181        | 13        | The South Rises Again        | 29. Nov. 1967                       | Joseph Depew  | Paul Henning, Buddy Atkinson             | Harry Lauter, Lyle Talbot               |
| 182        | 14        | Jethro in the Reserves       | 6. Dez. 1967                        | Joseph Depew  | Paul Henning, Buddy Atkinson             | Lyle Talbot                             |
| 183        | 15        | Cimarron Drip                | 13. Dez. 1967                       | Joseph Depew  | Paul Henning, Mark Tuttle, Deborah Haber | Larry Pennell, Milton Frome             |
| 184        | 16        | Corn Pone Picassos           | 20. Dez. 1967                       | Joseph Depew  | Paul Henning, Mark Tuttle, Deborah Haber | Frank Richards                          |
| 185        | 17        | The Clampetts Play Cupid     | 27. Dez. 1967                       | Joseph Depew  | Paul Henning, Mark Tuttle, Deborah Haber | Larry Pennell                           |
| 186        | 18        | The Housekeeper              | 3. Jan. 1968                        | Guy Scarpitta | Paul Henning, Mark Tuttle, Deborah Haber | Fran Ryan                               |
| 187        | 19        | The Diner                    | 10. Jan. 1968                       | Joseph Depew  | Paul Henning, Mark Tuttle, Deborah Haber | -                                       |
| 188        | 20        | Topless Anyone?              | 17. Jan. 1968                       | Joseph Depew  | Paul Henning, Mark Tuttle, Deborah Haber | Ysabel MacCloskey, Robert Foulk         |
| 189        | 21        | The Great Snow               | 24. Jan. 1968                       | Joseph Depew  | Paul Henning, Buddy Atkinson             | -                                       |
| 190        | 22        | The Rass’lin Clampetts       | 31. Jan. 1968                       | Joseph Depew  | Paul Henning, Buddy Atkinson             | -                                       |
| 191        | 23        | The Great Tag-Team Match     | 7. Feb. 1968                        | Joseph Depew  | Paul Henning, Buddy Atkinson             | Alan Reed, Mike Mazurki, Merie Earle    |
| 192        | 24        | Jethro Proposes              | 21. Feb. 1968                       | Guy Scarpitta | Paul Henning, Mark Tuttle, Deborah Haber | Fritz Feld                              |
| 193        | 25        | The Clampetts Fiddle Around  | 28. Feb. 1968                       | Joseph Depew  | Paul Henning, Mark Tuttle, Deborah Haber | Hans Conried                            |
| 194        | 26        | The Soap Opera               | 6. März 1968                        | Joseph Depew  | Paul Henning, Mark Tuttle, Deborah Haber | Grandon Rhodes, John Dehner             |
| 195        | 27        | Dog Days                     | 13. März 1968                       | Joseph Depew  | Paul Henning, Mark Tuttle, Deborah Haber | -                                       |
| 196        | 28        | The Crystal Gazers           | 20. März 1968                       | Joseph Depew  | Paul Henning, Mark Tuttle, Deborah Haber | -                                       |
| 197        | 29        | From Rags to Riches          | 27. März 1968                       | Joseph Depew  | Paul Henning, Buddy Atkinson             | -                                       |
| 198        | 30        | Cousin Roy                   | 3. Apr. 1968                        | Joseph Depew  | Paul Henning, Buddy Atkinson             | Peter Leeds, Roy Clark                  |

### Staffel 7
| Nr. (ges.) | Nr. (St.) | Originaltitel                    | Erstausstrahlung Vereinigte Staaten | Regie         | Drehbuch                                    | Gastdarsteller                                                                 |
| ---------- | --------- | -------------------------------- | ----------------------------------- | ------------- | ------------------------------------------- | ------------------------------------------------------------------------------ |
| 199        | 1         | Cousin Roy                       | 25. Sep. 1968                       | Joseph Depew  | Paul Henning, Buddy Atkinson, Gene Thompson | Alan Mowbray                                                                   |
| 200        | 2         | Something for the Queen          | 2. Okt. 1968                        | Joseph Depew  | Paul Henning, Buddy Atkinson, Gene Thompson | Dick Wesson, Jack Bannon                                                       |
| 201        | 3         | War of the Roses                 | 9. Okt. 1968                        | Joseph Depew  | Paul Henning, Buddy Atkinson, Gene Thompson | Rosalind Knight                                                                |
| 202        | 4         | Coming Through the Rye           | 16. Okt. 1968                       | Joseph Depew  | Paul Henning, Buddy Atkinson, Gene Thompson | Ilona Rodgers, David Prowse                                                    |
| 203        | 5         | The Ghost of Clampett Castle     | 23. Okt. 1968                       | Joseph Depew  | Paul Henning, Buddy Atkinson                | -                                                                              |
| 204        | 6         | Granny Goes to Hooterville       | 31. Okt. 1968                       | Joseph Depew  | Paul Henning, Buddy Atkinson, Dick Wesson   | Edgar Buchanan, Frank Cady, Aron Kincaid                                       |
| 205        | 7         | The Italian Cook                 | 6. Nov. 1968                        | Joseph Depew  | Paul Henning, Dick Wesson                   | Frank Cady                                                                     |
| 206        | 8         | The Great Cook-Off               | 13. Nov. 1968                       | Joseph Depew  | Paul Henning, Dick Wesson                   | -                                                                              |
| 207        | 9         | Bonnie, Flatt, and Scruggs       | 20. Nov. 1968                       | Joseph Depew  | Paul Henning, Buddy Atkinson                | Lester Flatt, Earl Scruggs, Percy Helton, Joi Lansing                          |
| 208        | 10        | The Thanksgiving Spirit          | 27. Nov. 1968                       | Joseph Depew  | Paul Henning, Buddy Atkinson                | Eddie Albert, Edgar Buchanan, Frank Cady, Eva Gabor, Tom Lester, June Lockhart |
| 209        | 11        | The Courtship of Homer Noodleman | 4. Dez. 1968                        | Joseph Depew  | Paul Henning, Buddy Atkinson, Lou Huston    | Frank Cady, Tom Lester, Larry Pennell                                          |
| 210        | 12        | The Hot Rod Truck                | 11. Dez. 1968                       | Guy Scarpitta | Paul Henning, Buddy Atkinson, Dick Wesson   | Lonnie Burr                                                                    |
| 211        | 13        | The Week Before Christmas        | 18. Dez. 1968                       | Ralph Levy    | Paul Henning, Buddy Atkinson                | Frank Cady                                                                     |
| 212        | 14        | Christmas in Hooterville         | 25. Dez. 1968                       | Ralph Levy    | Paul Henning, Buddy Atkinson                | Edgar Buchanan, Frank Cady, Tom Lester, Percy Helton                           |
| 213        | 15        | Drysdale and Friend              | 1. Jan. 1969                        | Guy Scarpitta | Paul Henning, Buddy Atkinson                | Frank Cady, Hank Patterson, Percy Helton, J. Pat O’Malley, Hank Worden         |
| 214        | 16        | Problem Bear                     | 8. Jan. 1969                        | Joseph Depew  | Paul Henning, Buddy Atkinson                | Norma Varden                                                                   |
| 215        | 17        | Jethro the Flesh Peddler         | 22. Jan. 1969                       | Joseph Depew  | Paul Henning                                | Roy Clark                                                                      |
| 216        | 18        | Cousin Roy in Movieland          | 29. Jan. 1969                       | Joseph Depew  | Paul Henning, Dick Wesson                   | Roy Clark                                                                      |
| 217        | 19        | Jed Clampett Enterprises         | 5. Feb. 1969                        | Joseph Depew  | Paul Henning, Buddy Atkinson                | Percy Helton                                                                   |
| 218        | 20        | The Phantom Fifth Floor          | 12. Feb. 1969                       | Joseph Depew  | Paul Henning, Buddy Atkinson                | Herb Vigran                                                                    |
| 219        | 21        | The Hired Gun                    | 19. Feb. 1969                       | Joseph Depew  | Paul Henning, Buddy Atkinson                | Charles Lane, Percy Helton                                                     |
| 220        | 22        | The Happy Bank                   | 26. Feb. 1969                       | Joseph Depew  | Paul Henning, Buddy Atkinson                | Percy Helton                                                                   |
| 221        | 23        | Sam Drucker’s Visit              | 5. März 1969                        | Joseph Depew  | Paul Henning, Buddy Atkinson                | Frank Cady, Larry Pennel                                                       |
| 222        | 24        | The Guru                         | 12. März 1969                       | Joseph Depew  | Paul Henning, Buddy Atkinson, Ric Touceda   | -                                                                              |
| 223        | 25        | The Jogging Clampetts            | 19. März 1969                       | Joseph Depew  | Paul Henning, Buddy Atkinson, Lou Huston    | Paul Newlan                                                                    |
| 224        | 26        | Collard Greens An’ Fatback       | 26. März 1969                       | Joseph Depew  | Paul Henning, Buddy Atkinson                | Pat Boone, Tris Coffin, Jack Bannon                                            |

### Staffel 8
| Nr. (ges.) | Nr. (St.) | Originaltitel              | Erstausstrahlung Vereinigte Staaten | Regie           | Drehbuch                  | Gastdarsteller                               |
| ---------- | --------- | -------------------------- | ----------------------------------- | --------------- | ------------------------- | -------------------------------------------- |
| 225        | 1         | Back to the Hills          | 24. Sep. 1969                       | Robert M. Leeds | Paul Henning, Dick Wesson | Rob Reiner                                   |
| 226        | 2         | The Hills of Home          | 1. Okt. 1969                        | Robert M. Leeds | Paul Henning, Dick Wesson | Shug Fisher, Walter Woolf King, Rob Reiner   |
| 227        | 3         | Silver Dollar City Fair    | 8. Okt. 1969                        | Robert M. Leeds | Paul Henning, Dick Wesson | Shug Fisher                                  |
| 228        | 4         | Jane Finds Elly a Man      | 15. Okt. 1969                       | Robert M. Leeds | Paul Henning, Dick Wesson | Shug Fisher, Roger Torrey                    |
| 229        | 5         | Wedding Plans              | 22. Okt. 1969                       | Robert M. Leeds | Paul Henning, Dick Wesson | Shug Fisher, Roger Torrey                    |
| 230        | 6         | Jed Buys Central Park      | 29. Okt. 1969                       | Robert M. Leeds | Paul Henning, Dick Wesson | Phil Silvers, Shug Fisher, Roger Torrey      |
| 231        | 7         | The Clampetts in New York  | 5. Nov. 1969                        | Robert M. Leeds | Paul Henning, Dick Wesson | Phil Silvers, Dick Wesson                    |
| 232        | 8         | Manhattan Hillbillies      | 12. Nov. 1969                       | Robert M. Leeds | Paul Henning, Dick Wesson | Sammy Davis, Jr., Sean McClory               |
| 233        | 9         | Home Again                 | 19. Nov. 1969                       | Robert M. Leeds | Paul Henning, Dick Wesson | Judith McConnell                             |
| 234        | 10        | Shorty Kellems Moves West  | 26. Nov. 1969                       | Robert M. Leeds | Paul Henning, Dick Wesson | Judith McConnell, Shug Fisher                |
| 235        | 11        | Midnight Shorty            | 3. Dez. 1969                        | Robert M. Leeds | Paul Henning, Dick Wesson | Shug Fisher, Judith McConnell                |
| 236        | 12        | Shorty Go Home             | 10. Dez. 1969                       | Robert M. Leeds | Paul Henning, Dick Wesson | Shug Fisher, Judith McConnell                |
| 237        | 13        | The Hero                   | 17. Dez. 1969                       | Robert M. Leeds | Paul Henning, Dick Wesson | Soupy Sales                                  |
| 238        | 14        | Our Hero the Banker        | 24. Dez. 1969                       | Robert M. Leeds | Paul Henning, Dick Wesson | Soupy Sales                                  |
| 239        | 15        | Buzz Bodine, Boy General   | 31. Dez. 1969                       | Robert M. Leeds | Paul Henning, Dick Wesson | Frank Cady, Guy Raymond                      |
| 240        | 16        | The Clampett-Hewes Empire  | 7. Jan. 1970                        | Robert M. Leeds | Paul Henning, Dick Wesson | Frank Cady, Guy Raymond                      |
| 241        | 17        | What Happened to Shorty?   | 14. Jan. 1970                       | Robert M. Leeds | Paul Henning, Dick Wesson | Shug Fisher                                  |
| 242        | 18        | Marry Me, Shorty           | 21. Jan. 1970                       | Robert M. Leeds | Paul Henning, Dick Wesson | Shug Fisher, Jean Bell, Susan Harris         |
| 243        | 19        | Shorty Spits the Hook      | 28. Jan. 1970                       | Robert M. Leeds | Paul Henning, Dick Wesson | Shug Fisher, Jean Bell                       |
| 244        | 20        | Three-Day Reprieve         | 4. Feb. 1970                        | Robert M. Leeds | Paul Henning, Dick Wesson | Shug Fisher, Jean Bell                       |
| 245        | 21        | The Wedding                | 11. Feb. 1970                       | Robert M. Leeds | Paul Henning, Dick Wesson | Shug Fisher                                  |
| 246        | 22        | Annul That Marriage        | 18. Feb. 1970                       | Robert M. Leeds | Paul Henning, Dick Wesson | Shug Fisher                                  |
| 247        | 23        | Hotel for Women            | 25. Feb. 1970                       | Robert M. Leeds | Paul Henning, Dick Wesson | Shug Fisher, Jean Bell                       |
| 248        | 24        | Simon Legree Drysdale      | 4. März 1970                        | Robert M. Leeds | Paul Henning, Dick Wesson | Jean Bell                                    |
| 249        | 25        | Honest John Returns        | 11. März 1970                       | Robert M. Leeds | Paul Henning, Dick Wesson | Phil Silvers, Kathleen Freeman               |
| 250        | 26        | Honesty Is the Best Policy | 18. März 1970                       | Robert M. Leeds | Paul Henning, Dick Wesson | Phil Silvers, Kathleen Freeman, Dave Willock |

### Staffel 9
| Nr. (ges.) | Nr. (St.) | Originaltitel                                    | Erstausstrahlung Vereinigte Staaten | Regie           | Drehbuch                  | Gastdarsteller                                             |
| ---------- | --------- | ------------------------------------------------ | ----------------------------------- | --------------- | ------------------------- | ---------------------------------------------------------- |
| 251        | 1         | The Pollution Solution                           | 15. Sep. 1970                       | Robert M. Leeds | Paul Henning, Dick Wesson | Rich Little, Hans Moebus                                   |
| 252        | 2         | The Clampetts in Washington                      | 22. Sep. 1970                       | Robert M. Leeds | Paul Henning, Dick Wesson | Phil Silvers, Kathleen Freeman, Richard Erdman Hans Moebus |
| 253        | 3         | Jed Buys the Capitol                             | 29. Sep. 1970                       | Robert M. Leeds | Paul Henning, Dick Wesson | Phil Silvers, Kathleen Freeman                             |
| 254        | 4         | Mark Templeton Arrives                           | 6. Okt. 1970                        | Robert M. Leeds | Paul Henning, Dick Wesson | Roger Torrey                                               |
| 255        | 5         | Don’t Marry a Frogman                            | 13. Okt. 1970                       | Robert M. Leeds | Paul Henning, Dick Wesson | Roger Torrey                                               |
| 256        | 6         | Doctor, Cure My Frog                             | 27. Okt. 1970                       | Robert M. Leeds | Paul Henning, Dick Wesson | Richard Deacon, Roger Torrey                               |
| 257        | 7         | Do You, Elly, Take This Frog?                    | 10. Nov. 1970                       | Robert M. Leeds | Paul Henning, Dick Wesson | Richard Deacon, Roger Torrey                               |
| 258        | 8         | The Frog Family                                  | 17. Nov. 1970                       | Robert M. Leeds | Paul Henning, Dick Wesson | Richard Deacon, Roger Torrey                               |
| 259        | 9         | Farm in the Ocean                                | 24. Nov. 1970                       | Robert M. Leeds | Paul Henning, Dick Wesson | Richard Deacon, Roger Torrey                               |
| 260        | 10        | Shorty to the Rescue                             | 1. Dez. 1970                        | Robert M. Leeds | Paul Henning, Dick Wesson | Roger Torrey, Shug Fisher                                  |
| 261        | 11        | Welcome to the Family                            | 8. Dez. 1970                        | Robert M. Leeds | Paul Henning, Dick Wesson | Roger Torrey, Shug Fisher                                  |
| 262        | 12        | The Great Revelation                             | 15. Dez. 1970                       | Robert M. Leeds | Paul Henning, Dick Wesson | Roger Torrey                                               |
| 263        | 13        | The Grunion Invasion                             | 5. Jan. 1971                        | Robert M. Leeds | Paul Henning, Dick Wesson | Susan Bernard                                              |
| 264        | 14        | The Girls from Grun                              | 12. Jan. 1971                       | Robert M. Leeds | Paul Henning, Dick Wesson | Susan Bernard                                              |
| 265        | 15        | The Grun Incident                                | 19. Jan. 1971                       | Robert M. Leeds | Paul Henning, Dick Wesson | Hans Moebus                                                |
| 266        | 16        | Women’s Lib                                      | 26. Jan. 1971                       | Robert M. Leeds | Paul Henning, Dick Wesson | -                                                          |
| 267        | 17        | The Teahouse of Jed Clampett                     | 2. Feb. 1971                        | Robert M. Leeds | Paul Henning, Dick Wesson | Charles Lane, Sumi Haru                                    |
| 268        | 18        | The Palace of Clampett-San                       | 9. Feb. 1971                        | Robert M. Leeds | Paul Henning, Dick Wesson | Charles Lane, Sumi Haru                                    |
| 269        | 19        | Lib and Let Lib                                  | 16. Feb. 1971                       | Robert M. Leeds | Paul Henning, Dick Wesson | -                                                          |
| 270        | 20        | Elly, the Working Girl                           | 23. Feb. 1971                       | Robert M. Leeds | Paul Henning, Dick Wesson | Charles Lane                                               |
| 271        | 21        | Elly, the Secretary                              | 2. März 1971                        | Robert M. Leeds | Paul Henning, Dick Wesson | -                                                          |
| 272        | 22        | Love Finds Jane Hathaway                         | 9. März 1971                        | Robert M. Leeds | Paul Henning, Dick Wesson | Charles Lane                                               |
| 273        | 23        | The Clampetts Meet Robert Audubon Getty Crockett | 16. März 1971                       | Robert M. Leeds | Paul Henning, Dick Wesson | Charles Lane                                               |
| 274        | 24        | Jethro Returns                                   | 23. März 1971                       | Robert M. Leeds | Paul Henning, Dick Wesson | Curt Massey                                                |